# Пуєнь
Пуєнь, Пуєні (рум. Puieni) — село у повіті Джурджу в Румунії. Входить до складу комуни Прунду.
Село розташоване на відстані 40 км на південь від Бухареста, 26 км на північний схід від Джурджу.

## Населення
За даними перепису населення 2002 року у селі проживали 955 осіб, усі — румуни. Усі жителі села рідною мовою назвали румунську.